# Cor do solo

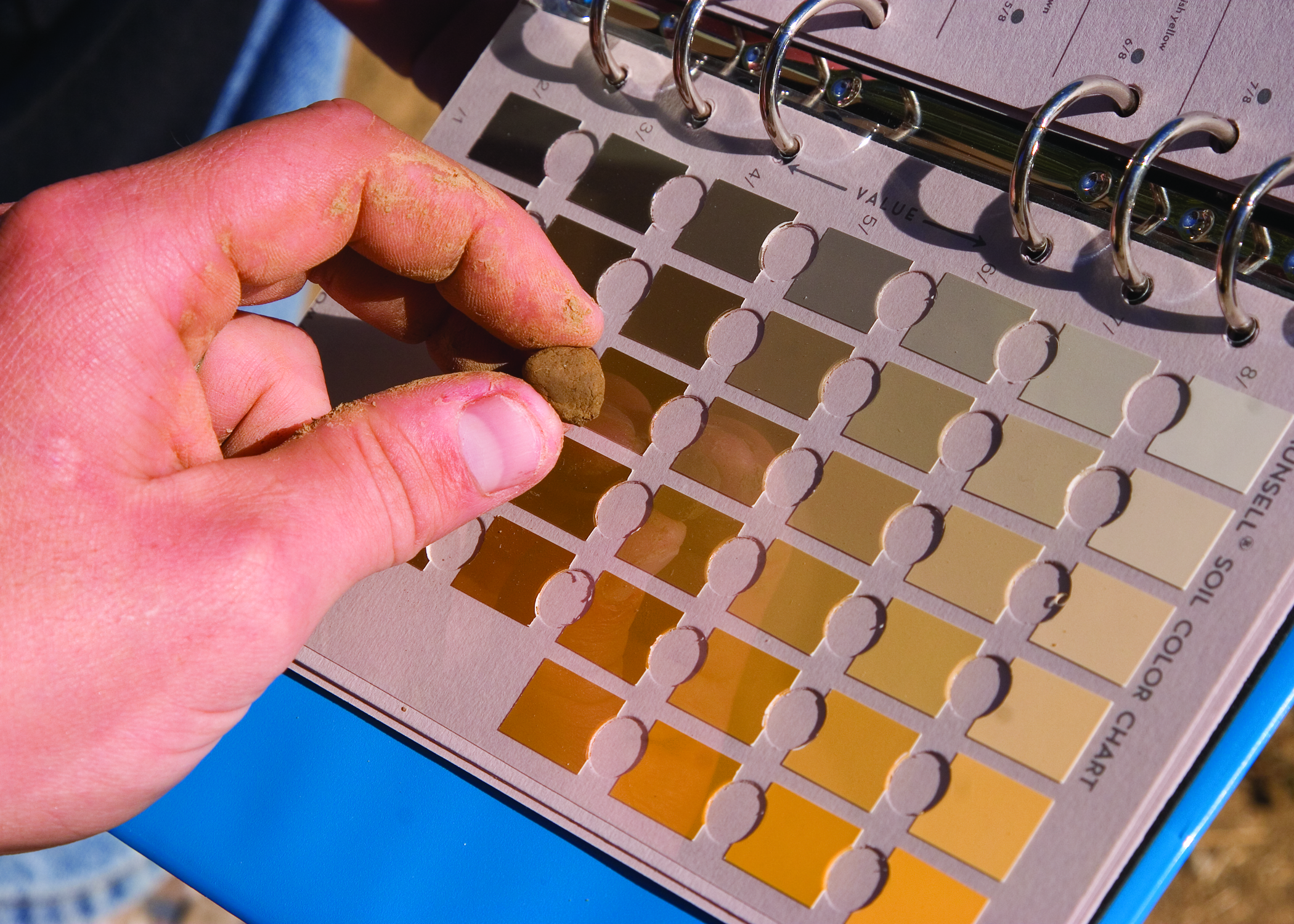
A cor de cada amostra de solo é codificada por comparação com a tabela de cores de Munsell (Munsell Soil Color Chart).

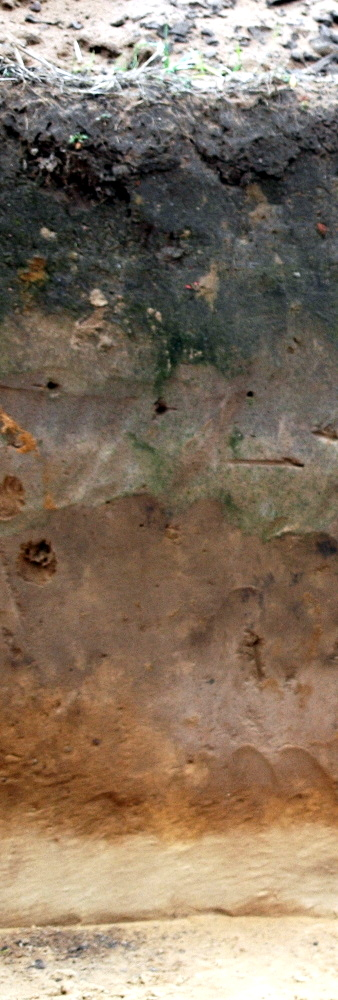
Observação in situ do perfil de um podzol. Cada um dos horizontes é uma camada que pode ser identificada e distinguida pela sua cor, bem como pelas suas características físicas, químicas e biológicas.

Cor do solo (ou coloração do solo) é um parâmetro físico, ou atributo, amplamente utilizado para caracterizar os solos e os seus horizontes em estudos de pedologia ou agronomia, especialmente quando se pretenda utilizar os sistemas de classificação de solos. Apesar da cor do solo não afetar o comportamento agronómico e o uso potencial do solo, pode ser um importante indicador da composição do solo e das condições em que o solo se formou e daquelas a que está submetido.

## Descrição
O solo pode exibir uma ampla gama de cores: cinza, preto, branco, vermelho, castanho, amarelo e verde. Faixas horizontais de diferentes cores no solo frequentemente identificam um horizonte específico. O desenvolvimento e distribuição da cor no solo resulta da meteorização química e biológica, especialmente das reacções redox. À medida que os minerais primários do material parental do solo vão sendo meteorizados, os elementos constituintes combinam-se em compostos novos, geralmente com cores distintas. As condições do solo produzem mudanças de cor uniformes ou graduais, enquanto os ambientes redutores resultam em fluxo de cor interrompido com padrões complexos e manchados e pontos de concentração de cor.
A cor do solo é produzida pelos minerais e pelo teor de matéria orgânica presentes em cada horizonte so solo. Solo amarelo ou vermelho indica a presença de óxidos férricos. O solo húmido aparecerá mais escuro do que o solo seco. No entanto, a presença de água também afecta a cor do solo, alterando a taxa de oxidação. O solo que tem um alto teor de água terá menos ar no solo, especificamente menos oxigénio. Em solos bem drenados, e, portanto, ricos em oxigénio, as cores vermelha e castanha causadas por oxidação são mais comuns, ao contrário de solos húmidos (com baixo teor de oxigénio), onde o solo geralmente aparece cinza ou esverdeado pela presença de óxido de ferro (ferroso) reduzido. A presença de outros minerais também pode afetar a cor do solo. O óxido de manganês causa uma cor preta, glauconite torna o solo verde e calcite pode fazer o solo em regiões áridas parecer branco.
A matéria orgânica tende a tornar a cor do solo mais escura. Húmus, o estágio final da decomposição da matéria orgânica, é preto. Ao longo das etapas de decomposição da matéria orgânica, a cor conferida ao solo varia do castanho ao preto. O teor de sódio influencia a intensidade da cor da matéria orgânica e, portanto, do solo. O sódio faz com que a matéria orgânica (húmus) se disperse mais rapidamente e se espalhe sobre as partículas do solo, tornando o solo mais escuro (mais preto).
Os solos que acumulam carvão vegetal exibem uma cor preta.
Frequentemente descritas usando termos gerais, como castanho escuro, castanho amarelado, ou combinações similares, as cores do solo também são descritas mais tecnicamente usando o sistema de cores de Munsell e a correspondente tabela de cores do solo, que separam as cores em componentes de matiz (relação com vermelho, amarelo e azul), luminosidade (claridade ou escuridão) e cromatismo (palidez ou força).
Na avaliação das características do solo, a cor é considerada uma propriedade do solo que pode ser descrita quanto aos seguintes parâmetros:
- o matiz — proporções das cores vermelha e amarela;
- o valor — proporções das cores preta e branca;
- a croma — proporções de vermelho, amarelo, preto e branco, ou pureza da cor, considerando as diferentes proporções das cores preta e branca para determinado matiz.

A Carta de Munsell é a mais utilizada nas comparações das cores dos solos. Naquela tabela, o croma é indicada no sentido horizontal, variando de 0 a 8, e na anotação da cor refere-se ao denominador. No exemplo: 5 YR 4/3, o croma corresponde ao número 3.